# Zuleyka Rivera Mendoza

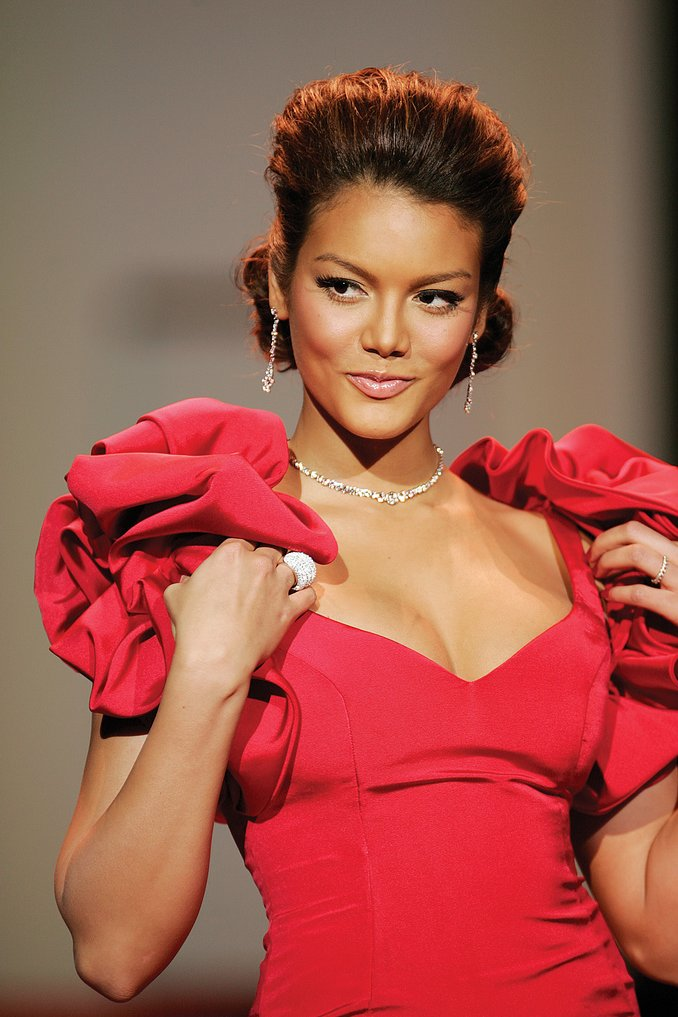
Zuleyka Rivera 2007

Zuleyka Jerrís Rivera Mendoza (* 3. Oktober 1987 in Cayey, Puerto Rico) ist eine puerto-ricanische Schönheitskönigin und Model.

## Leben
Rivera nahm im Jahr 2006 an der Wahl zur Miss Puerto Rico teil und konnte den Titel gewinnen. Anschließend vertrat sie ihr Land bei der Wahl zur Miss Universe. Auch diese Wahl konnte die damals 19-jährige für sich entscheiden. Sie war damit die fünfte Puerto-Ricanerin mit diesem Titel und trat in die Fußstapfen ihrer Landsfrauen Denise Quiñones (2001), Dayanara Torres (1993), Deborah Carthy-Deu (1985) sowie Marisol Malaret (1970).
Während ihrer Amtszeit nahm sie verschiedene repräsentative Aufgaben wahr. So trat sie zum Beispiel beim „Messages of Peace Konzert“ der Vereinten Nationen auf. Seitdem arbeitet Zuleyka Rivera als Foto- und Laufstegmodel und nahm in diesem Zusammenhang an der Heart Truth Fashion Show 2009 teil. Unter anderem ist sie im Video zu dem Lied Despacito von Luis Fonsi zu sehen.